# Mireille Kanjinga
Mireille Mujanayi Kanjinga (* 1989 oder 1990) ist eine kongolesische Fußballschiedsrichterassistentin.
Kanjinga stammt aus Lubumbashi, Haut-Katanga und leitet Spiele in der Katanga Football League (LIFKAT), der Fußballliga der Provinz Katanga, sowie auf nationaler und internationaler Ebene.
Seit 2013 steht Kanjinga auf der Liste der FIFA-Schiedsrichter und ist an der Spielleitung internationaler Fußballpartien beteiligt, unter anderem in der CAF Champions League.
Mujanayi wurde bei zwei Afrika-Cups eingesetzt, beim Afrika-Cup 2018 in Ghana und beim Afrika-Cup 2022 in Marokko.